# Azendohsaurus
Azendohsaurus (nghĩa là "thằn lằn Azendoh") là một chi Archosauromorpha ăn thực vật từ thời kỳ hậu Trias của Maroc. Loài điển hình (A. laaroussi) được biết đến từ một mảnh hàm một phần (với vài cái răng) từ Morocco.